# Dan Bern
Dan Bern (né Bernstein le 27 juillet 1965) est un compositeur, chanteur et guitariste américain. Il est influencé par Bob Dylan, Woody Guthrie, Bruce Springsteen, Phil Ochs et Elvis Costello.

## Discographie

### Albums de studio
- Dog Boy Van (EP; 1996)
- Dan Bern (1997)
- Fifty Eggs (1998)
- Smartie Mine (double album; 1998)
- New American Language (2001)
- World Cup (EP; 2002)
- The Swastika EP (EP; 2002)
- Fleeting Days (2003)
- My Country II (EP; 2004)
- Anthems (EP; 2004)
- Breathe Easy (EP; 2006)
- Breathe (2006)
- Moving Home (2008)
- Two Feet Tall (2009)
- Live in Los Angeles (2010)

### Albums disponible sur iTunes et eMusic
- Divine and Conquer (1994; released 2007)
- The Burbank Tapes (1998; released in 2007)
- Macaroni Cola  (2000-2001; released in 2007)